# John Goville
John Goville (ur. 5 stycznia 1962) – ugandyjski lekkoatleta, sprinter, uczestnik Letnich Igrzysk Olimpijskich 1984 i Letnich Igrzysk Olimpijskich 1988.
Podczas Letnich Igrzysk Olimpijskich 1984 wystąpił w dwóch konkurencjach: w biegu na 200 metrów oraz w sztafecie 4x400 metrów. W eliminacjach biegu na 200 metrów zajął drugie miejsce w 10. wyścigu eliminacyjnym (z czasem 21,59) i awansował do ćwierćfinału. W ćwierćfinale miał najgorszy czas ze wszystkich startujących, którzy ukończyli bieg (czas 21,55 dał mu 29. miejsce na 30 startujących), i nie awansował do półfinału.
Następnie wystąpił w sztafecie 4 razy 400 metrów. Ugandyjczycy dotarli aż do finału, w którym zajęli 7. miejsce (uzyskali czas 3:02,09, który był najlepszym wynikiem czasowym, jaki osiągnęli we wszystkich startach na tych igrzyskach).
Podczas Letnich Igrzysk Olimpijskich w Seulu, Goville reprezentował swój kraj w biegach na 400 metrów i w sztafecie 4 razy 100 metrów. Najpierw zaprezentował się w tej pierwszej konkurencji. Startował w ósmym biegu eliminacyjnym (z pierwszego toru). Lecz 26-letni wówczas Ugandyjczyk zajął piąte miejsce i nie awansował do następnej fazy eliminacyjnej (uzyskał czas 47,11).
Później wystąpił w sztafecie 4 razy 100 metrów. Ugandyjczycy nie powtórzyli sukcesu sprzed 4 lat i odpadli w eliminacjach (uzyskali czas 41,39).
Goville jest kilkukrotnym medalistą mniejszych imprez. Jest dwukrotnym złotym medalistą Mistrzostw Afryki Wschodniej i Centralnej w biegu na 200 metrów (w 1983 i 1990 roku) oraz wielokrotnym mistrzem Ugandy na dystansach sprinterskich.

## Rekordy życiowe
| Dystans    | Wynik (s) | Data |
| ---------- | --------- | ---- |
| 100 metrów | 10,5      | 1990 |
| 200 metrów | 21,0      | 1983 |
| 400 metrów | 46,30     | 1987 |